# Hejde distrikt
Hejde distrikt är ett distrikt i Gotlands kommun och Gotlands län. 
Distriktet ligger på västra delen av Gotland.

## Tidigare administrativ tillhörighet
Distriktet inrättades 2016 och utgörs av socknen Hejde.
Området motsvarar den omfattning Hejde församling hade vid årsskiftet 1999/2000.